# Fauda
Fauda, terme arabe qui signifie « Chaos » dont la prononciation est plutôt fawda en arabe, est une série télévisée israélienne créée par Lior Raz et Avi Issacharoff, diffusée depuis le 15 février 2015 sur Yes (en), et à l'international depuis le 2 décembre 2016 sur Netflix.
La série tourne autour de l'unité de forces spéciales de l'armée de défense d'Israël Mista'arvim dont les membres sont spécifiquement formés à se fondre dans la population arabe. Basée sur l'expérience des deux co-créateurs, l'acteur Lior Raz et du journaliste spécialiste des affaires arabes et palestiniennes Avi Issacharoff, tous deux anciens de l'unité d'élite de l'armée israélienne Duvdevan, la première saison remporte en 2016 le FIPA d’or du meilleur scénario original et six prix Ophir dont celui de la meilleure série dramatique décernés par l'Académie israélienne du cinéma et de la télévision (en). En 2018, la deuxième saison décroche onze prix de la même académie dont celui de la meilleure série dramatique, de la meilleure réalisation pour Rotem Shamir (it) et du meilleur acteur pour Lior Raz.

## Synopsis
Saison 1 (2015)
L'unité de Mista'arvim apprend qu'un combattant du Hamas, responsable de plusieurs attentats, du nom de Taufiq Khammed, également connu comme Abu Ahmed ou « La Panthère » qu'elle pensait avoir éliminé deux ans plus tôt est toujours en vie. La série raconte la traque en Cisjordanie par une unité des forces spéciales israéliennes de ce responsable affilié au Hamas.
Cette première saison de douze épisodes, sans titres, est diffusée à partir du 15 février 2015.
Saison 2 (2017)
L'unité des forces spéciales israéliennes poursuit Nidal Awdallah, dit Abu Seif al-Maqdassi, ancien militant du Hamas devenu militant de l’État islamique.
Cette deuxième saison de douze épisodes, sans titres, est diffusée à partir du 31 décembre 2017.
Saison 3 (2019)
La saison 3 se déroule dans la bande de Gaza. L'équipe traque un militant du Hamas, Fauzi Hamdan.
Cette troisième saison de douze épisodes, sans titres, est diffusée à partir du 26 décembre 2019.
Saison 4 (2022)
La saison 4 est diffusée à partir du 13 juillet 2022 sur la chaine Yes et sur Netflix à compter de janvier 2023,.

## Distribution

### Personnages principaux
- Lior Raz : Doron Kabilio
- Rona-Lee Shim'on (en) : Nurit
- Doron Ben David (en) : Hertzel « Steve » Pinto
- Idan Amedi (en) : Sagi Tzur (à partir de la saison 2)
- Boaz Konforty (he) : Avihaï Ben Haim
- Tsahi Halevi (VF : Raphaël Cohen) : Naor
- Yaakov Zada Daniel (he) : Elie
- Itzik Cohen (VF : Stéphane Oertli) : le capitaine Gabi Ayoub
- Meirav Shirom (he) : Dana

Anciens personnages principaux
- Tomer Kapon : Boaz (saison 1)
- Yuval Segal : le colonel Michael « Mickey » Moreno (saisons 1 et 2)

### Personnages secondaires
- Shadi Mar'i : Walid Al Abed (saisons 1 et 2)
- Laëtitia Eïdo : Dr Shirin Al Abed (saisons 1 et 2)
- Hisham Suliman (en) : Taufiq Khammed dit « Abu Ahmad » ou « la Panthère »  (saison 1)
- Uri Gavriel : Gideon Avital (saison 1)
- Netta Garti (VF : Nathalie Bienaimé) : Gali Kabilio
- Yigal Naor : Amos Kabilio (saison 2)
- Moran Rosenblatt : Anat Moreno (saison 2)
- Jamil Khoury : Abou Samara
- Salim Daw : Sheikh Awadallah (saison 1)
- Firas Nassar (he) : Nidal Awadallah dit « Abu Seif Al Maqdisi »
- Amir Khoury (he) : Samir Awadallah (saison 2)
- Luna Mansour : Marwa Awadallah
- George Iskandar : Hani Al Jabari
- Hanan Hillo : Nasrin Hamed
- Marina Maximilian Blumin : Hila Bashan
- Amir Khatib : Fawzi Hamdan
- Ala Dakka (he) : Bashar Hamdan
- Khalifa Natour : Jihad Hamdan
- Reef Neeman (he) : Yaara Zarhi
- Laura Smet : Commissaire Angela

 Source et légende : version française (VF) sur RS Doublage

## Production
La diffusion de Fauda débute le 15 février 2015 sur la chaîne Yes Stars du réseau câblé israélien avec douze épisodes dans le cadre de la première saison.
Avi Issacharoff indique que plutôt de vouloir « changer le public israélien », les auteurs ont voulu « ouvrir une fenêtre sur un monde que les gens ne connaissent plus ».
La deuxième saison de douze épisodes est diffusée en Israël sur la même chaîne dès décembre 2017. Lors de la promotion, des inscriptions en arabe comme « Accrochez-vous » ou « L'action commence bientôt » sur de grandes affiches noires sont placardées en décembre 2017 dans plusieurs villes d'Israël et donnent lieu à de nombreuses plaintes de personnes se sentant menacées,.
La troisième est diffusée en Israël à partir du 22 décembre 2019 sur la chaîne Yes Action Channel.
La série est achetée par Netflix et diffusée le 2 décembre 2016 sauf en France, en Suisse et quelques autres pays[réf. non conforme] et est identique à celle qui a été diffusée en Israël avec seulement l'ajout de sous-titres. En France, elle est diffusée sur Ciné+ à compter de novembre 2017 puis sur Netflix à partir de mars 2018.
La première saison est tournée pour les deux tiers en arabe dans le village de Kafr Qasim, pendant l'opération bordure protectrice à l'été 2014 et est jouée par des acteurs israéliens juifs et arabes.
Le 10 novembre 2023, le producteur de la série, Matan Meir, réserviste dans le 697e commando de la 551e brigade (he) de Tsahal, est tué avec trois soldats de son unité dans l'explosion d'un tunnel piégé près Beit Hanoun pendant le siège de Gaza.

## Critiques
Dans un article de 2020 paru dans le journal Haaretz, George Zeidan a qualifié Fauda de « non seulement stupide, mensonger et tristement absurde, mais aussi d’incitation à la haine anti-palestinienne ».
La campagne Boycott, Désinvestissement et Sanctions, demande à Netflix de supprimer la série car pour les activistes la série est « une propagande raciste qui sert l'armée d'occupation israélienne et montre l'agression contre le peuple palestinien ainsi que le processus qu'il mène pour la libération et l'indépendance. » En réponse, 50 cadres d'Hollywood signent une lettre de soutien à Netflix en indiquant que la série donne « une représentation nuancée des problèmes liés au conflit israélo-palestinien » et soulève « des conversations difficiles mais importantes en élargissant nos horizons et en nous permettant d'expérimenter des points de vue différents ».
The Guardian reconnaît que la série s'efforce de représenter les terroristes comme des êtres humains capables d'émotions, mais considère qu'elle est éloignée de l'impartialité dont certains la créditent. Ainsi, Fauda passe sous silence — au moins dans sa deuxième saison — l'occupation des territoires palestiniens, les colonies israéliennes, le mur de séparation israélien, les démolitions de maisons palestiniennes par Tsahal, et ne représente que quelques chekpoints israéliens sans grande conséquence. De plus, si les Palestiniens sont représentés comme des fils aimants, ils apparaissent aussi comme «des fanatiques violents sans cause politique».
Le 27 décembre 2020, la Croix-Rouge internationale pour Israël et la Palestine a publié une série de tweets pour souligner que certains des actes décrits dans Fauda — en particulier des actes par lesquels des Israéliens trompent et piègent les Palestiniens — sont interdits par le droit international humanitaire et les Conventions de Genève. Par exemple, la saison 3 montre une fausse mission humanitaire qui reproduit sur les véhicules le symbole de la Croix-Rouge, bien que dans la réalité du film la mission serve une opération armée. Les tweets ont été formulés comme des avertissements aux Israéliens qui auraient l'idée de reproduire ce type d'actions. Les réactions israéliennes ont varié : certains ont souligné que Fauda n’était qu’une simple fiction, tandis que d’autres ont explicitement reconnu que Fauda décrivait fidèlement les opérations des forces de sécurité israéliennes.

## Prix
- 2016. FIPA d’or du meilleur scénario original de série[18]
- 2016. Saison 1 prix Ophir de l'Académie israélienne du cinéma et de la télévision - 6 prix dont celui de la meilleure série dramatique[9]
- 2017. Citée comme une des meilleures émission télévisée 2017 par le The New York Times[19]
- 2018. Saison 2 prix Ophir de l'Académie israélienne du cinéma et de la télévision - 11 prix dont celui de meilleure série dramatique, de meilleure réalisation et de meilleur acteur pour Lior Raz[20]. La saison 2 est nommée en novembre 2018 pour les C21's International Drama Awards 2017-2018.

« Fauda » a été classé par le New York Times au huitième rang des 30 meilleures séries internationales de la décennie.